# Pralungo
Pralungo (piemontiul: Pralongh) település Olaszországban, Piemont régióban, Biella megyében. Lakosainak száma 2267 fő (2023. január 1.). Pralungo Biella, Sagliano Micca és Tollegno községekkel határos.

## Népesség
A település lakossága az elmúlt években az alábbi módon változott:
| Lakosok száma | 2457 | 2406 | 2267 |
|               | 2017 | 2018 | 2023 |